# Nassarius fraudator
Nassarius fraudator is een slakkensoort uit de familie van de Nassariidae. De wetenschappelijke naam van de soort is voor het eerst geldig gepubliceerd in 1980 door Cernohorsky.